# Liste des comtes de Joigny
Jusqu'en 1790, l'histoire de Joigny est marquée par sa quarantaine de comtes issus de neuf dynasties différentes.

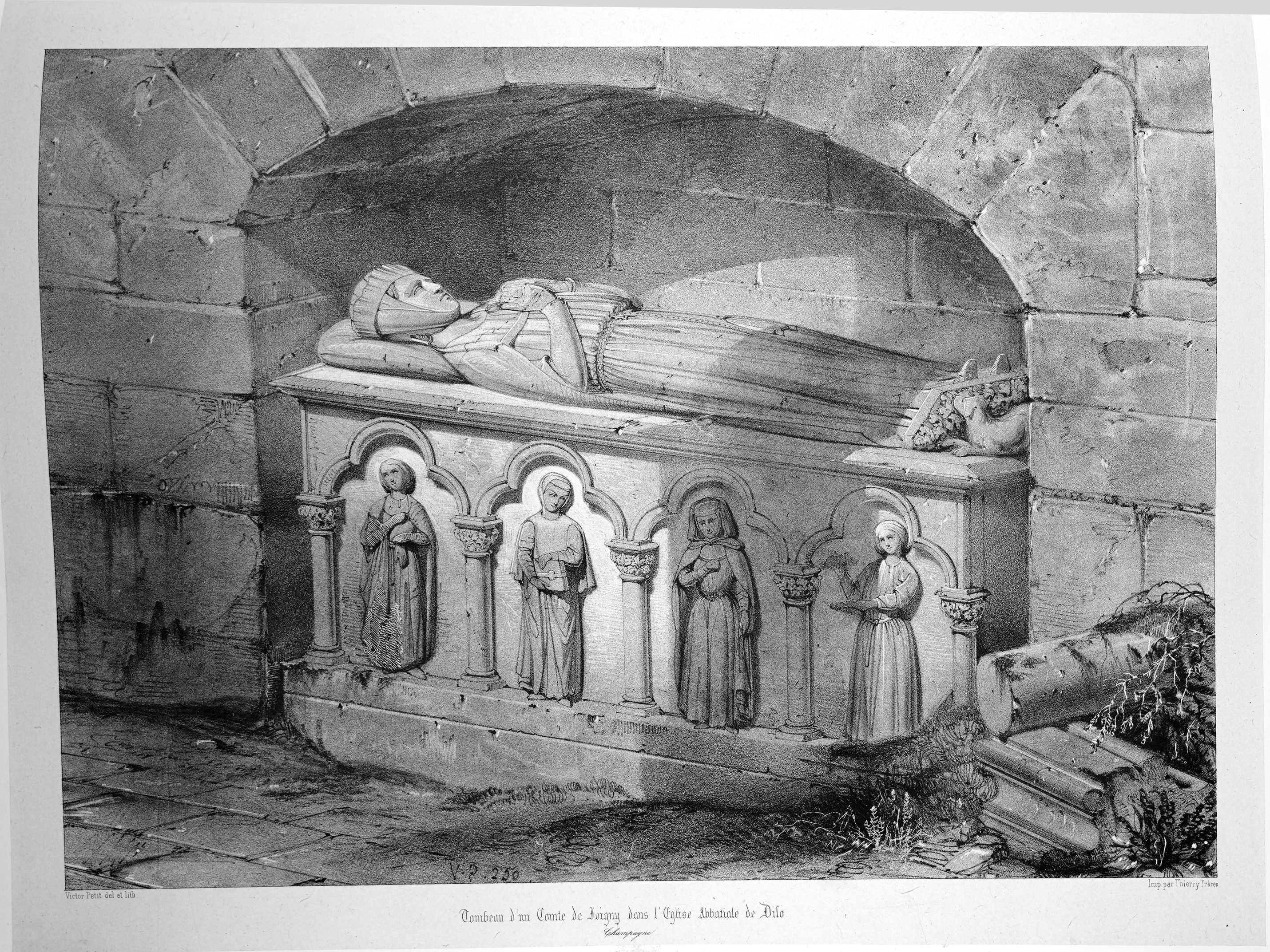
Gisant de la maison de Joigny en l'Abbaye Notre-Dame de Dilo in Voyages pittoresques et romantiques dans l'ancienne France.

## Haut Moyen Âge
- Fromond 1er de Sens (~914-948), vicomte (939) puis premier comte héréditaire de Sens (entre 942 et 948)[1]
- Renard Ier de Sens dit le Vieux (~937-996[/999]), comte de Sens, fils du précédent. Il fit bâtir le château fort pour la défense du pays[1].

## Moyen Âge central jusqu'à l'extinction de la première famille comtale
La première famille comtale est peut-être issue de la famille de Sens. La tradition fait du comté de Joigny un démembrement et un partage successoral du comté de Sens en faveur de la Fromonide Alix/Adélaïde de Sens, dite fille de Renard Ier (ou peut-être de son fils Fromond II), et de son premier mari supposé Geoffroy (Ier) de Joigny. L'affaire se situerait au XIe siècle, mais des questions surgissent :
- On remarque des distorsions chronologiques ; le nouveau comté est censé émerger de manière fort imprécise entre 996 et 1080, alors que Renard II le Mauvais, dernier comte de Sens depuis 1012, fils de Fromond II et peut-être neveu (ou frère ?) d'Alix, meurt en 1055. Chronologiquement, Geoffroy (Ier) de Joigny (vers 980/990-vers 1020/1040) ne peut être le premier comte de Joigny actif dans la deuxième moitié du XIe siècle, mais peut-être son père ou son grand-père.
- Geoffroy (Ier), en admettant son existence, était-il de Joigny du chef de sa femme supposée Alix, ou de son propre chef, ou simplement par la grâce du roi capétien de plus en plus actif dans la région (cf. la lutte de Robert II le Pieux contre Renard II en 1015) et chasant un vassal loyal ? ; en tout cas on retrouvera cette politique avec les rois Henri Ier ou Philippe Ier, fils et petit-fils de Robert II, en faveur du premier comte avéré de Joigny, Geoffroy Ier ou II, issu ou pas du couple Alix/Geoffroy (Ier) : voir plus bas).
- Selon une charte de 1042, Geoffroy (Ier) et Alix avaient pour fils l'archevêque de Sens Gilduin
 (intronisé en 1032 - + apr. 1049 ; déposé en 1049 pour simonie par le concile de Reims à la demande du pape Léon IX). Or on sait que la famille de l'évêque Gelduin était possessionnée à Migennes et vassale du comte de Valois, de Vexin et d'Amiens Raoul III-IV, qui était le petit-fils de Gautier II le Blanc comte de Valois-Vexin-Amiens, et aussi – selon la thèse de l'historien Christian Settipani – comte de Gâtinais (comté jouxtant à l'ouest le comté de Sens : le Valois, le Vexin ou Amiens sont loin, mais le Gâtinais est le voisin immédiat !). D'autre part, remarquons que la mère du comte Raoul est Adèle de Breteuil, famille où l'on rencontre des Gelduin/Gilduin/Hilduin et qui diffuse ce nom vers les seigneurs du Puiset vicomtes de Chartres ou les seigneurs de Dol, les Hilduin de Montdidier-Ramerupt-Arcis pouvant aussi leur être apparentés. Si les liens familiaux ainsi suggérés (une parenté, donc, entre les Joigny et les comtes de Vexin-Gâtinais) sont fondés, on peut imaginer que le jeune comté de Joigny, émergeant dans la seconde moitié du XIe siècle, a continué la tradition familiale et s'est d'abord placé sous la suzeraineté du comte Raoul de Vexin jusqu'à sa mort en 1074, avant de se mettre dans la vassalité des comtes de Champagne, héritiers de Raoul (Thibaud III-Ier de Blois-Troyes-Champagne était le gendre de Raoul III-IV dont il avait épousé en deuxièmes ou troisièmes noces la fille Adélaïde, héritière des comtés de Valois et – par sa mère Aélis/Adèle – comtesse de Bar-sur-Aube ; Adèle de Bar-sur-Aube, avant d'épouser Raoul IV, avait été la femme de... Renard Ier de Joigny, frère du premier comte Geoffroy Ier-II) : ainsi s'expliquerait la vassalité avérée des comtes de Joigny vis-à-vis de la Champagne, dont ils sont dits les premiers pairs. Geoffroy pourrait ainsi être un proche parent des comtes de Vexin-Valois-Amiens et du Gâtinais (eux-mêmes parents possibles des Rorgonides, dont le nom Geoffroy/Gausfred est un marqueur : cf. Geoffroy Ier – plausible frère de Gautier le Blanc ci-dessus – et Geoffroy II) : Geoffroy Ier, notamment, aurait eu un fils homonyme dont on perd la trace en 997...
On notera l'existence d'une importante cession opérée en 1035 par l'archevêque Gilduin de biens patrimoniaux en lisière de la forêt d'Orléans (entre Lorris et Beaune-la-Rolande), au profit de l'abbaye Saint-Benoît-sur-Loire, en présence de son père Geoffroy (qui n'est pas qualifié de comte mais de seigneur), sous la contrainte du Roi. De même, ledit Gilduin, pour tenter d'obtenir l'appui de Raoul de Valois, favori du Roi dans sa tentative de récupérer l'archevêché de Sens, lui donnera "ses châteaux paternels", au rang desquels figure apparemment Amilly. La suzeraineté des comtes de Valois sur le haut-Gâtinais sera ensuite échangée. Enfin, une charte originale de 1042 mentionne que Migennes appartient au "pagus de Sens", établissant par là que le comté de Joigny n'est pas encore créé en 1042. Gilduin est alors le frère d'un comte Geoffroy.  Tous ces éléments (chartes originales du temps et une chronique du XIe siècle) permettent de conclure : à l'absence de liens entre la famille comtale de Sens et la future famille comtale de Joigny ; à la détention d'un vaste patrimoine des futurs comtes de Joigny sur le Haut-Gâtinais (et à leur probable échange pour obtenir le Jovinien) ; à la cession d'une suzeraineté au comte de Blois transférée plus à l'Est par la suite.
- Geoffroy (Ier) a-t-il vraiment existé ? Et Alix de Sens était-elle bien sa femme ? Ce n'est qu'une supposition : pour certains, le comte Geoffroy Ier-II qui suit et qui fonde les comtes de Joigny n'a pas de lien avec la dynastie fromonide de Sens, il n'est qu'une créature du roi capétien (Henri Ier ou Philippe Ier) qui institue le comté de Joigny, Alix et Geoffroy (Ier) ne sont pas même présents dans sa généalogie (cf. les articles Joigny et Château-Renard)... Mais l'hypothèse d'un lien familial est séduisante et est généralement conservée par les spécialistes de généalogie historique : elle expliquerait l'apparition du nom Renard chez les comtes de Joigny par diffusion onomastique, ainsi que les prénoms partagés avec les Joinville, cf. ci-dessous. Le fait qu'on ne peut plus raisonnablement considérer, contrairement à la tradition, Alix et Geoffroy (Ier) comme les premiers comtes de Joigny n'empêche pas un lien étroit avec le premier comte avéré Geoffroy Ier-II : s'il n'y a pas d'élément probant, il existe un faisceau de présomptions ; et il fallait assurément que Geoffroy Ier-II eût une noble origine pour être choisi par le roi comme comte de Joigny...
En fait le premier comte de Joigny connu n'est cité qu'en 1080 ; ce serait Geoffroy Ier-II, fils supposé de Geoffroy (Ier) de Joigny et d'Alix, promu comte entre 1042 (Migennes est dite alors encore dans le comté de Sens),1055 (mort du dernier comte de Sens Renard II le Mauvais ci-dessus) et 1080 (Geoffroy est cité comme comte à la fondation du prieuré Notre-Dame de Joigny) sous les auspices des Capétiens Henri Ier (roi de 1031 à 1060) ou son fils Philippe Ier (roi de 1060 à 1108). C'est l'époque où le roi Philippe élargit le domaine royal en mettant la main sur le Gâtinais (1068) et la vicomté de Bourges (1101), après que son grand-père Robert le Pieux s'est emparé de Sens, d'Auxerre et du duché de Bourgogne dès 1015. En tout cas, il faut abandonner le système longtemps reçu qui faisait des premiers comtes de Joigny aussi les sires de Joinville : les érudits ont été induits en erreur par la similitude des noms portés dans ces deux familles. Mais justement cette ressemblance troublante est un argument en faveur d'une parenté proche : Alix est en fait connue comme l'épouse d'Engelbert III de Brienne, et leur fille (aussi une Alix/Adélaïde ?) comme la femme d'Étienne de Vaux fondateur du château et de la dynastie de Joinville ; si Alix de Sens a bien d'abord épousé en premières noces Geoffroy (Ier) puis s'est remariée à Engelbert de Brienne, Étienne serait donc le beau-frère du comte Geoffroy Ier-II de Joigny, et les deux familles effectivement très proches au départ, issues de la souche commune qui serait Alix de Sens. Cela pourrait aussi expliquer le nom de Joinville dont Étienne de Vaux aurait fondé le château vers 1027-1030, et qui serait de même étymologie latine que Joigny (Joviniacum Villa, domaine de Jovinius, ce nom (gallo)-romain pouvant évoquer, comme Jonzac :  Jucundus, Juventius ou Jovius/Jupiter).
Remarque : les Renard de Joigny sont aussi nommés Raynard ou Renaud. D'autre part, la succession familiale n'est pas connue avec certitude, comme on le voit, jusqu'à Renard IV inclus : nos indications ne sont données que sous toute réserve.
- Renard Ier de Sens
  - Alix de Sens[2] (~980/1000-~1030/1060)[réf. souhaitée]
x 1) Geoffroy (Ier) de Joigny dit le Vieux († entre le 6 mars ou 6 novembre 1035 et le 1er mars 1042)[5] ;
x 2) Engelbert III de Brienne.
    - (1) Geoffroy Ier ou II de Joigny (+ apr. 1080), premier comte de Joigny (les comtes de Joigny porteront le titre de premier pair de Champagne) ; est-ce lui qui fonde le prieuré Notre-Dame de Joigny en 1080, ou plutôt Geoffroy II-III qui serait son fils aîné ou peut-être son neveu, fils de Renard Ier[5].
      - Geoffroy (II ou III)  (+ apr. 1080 : vers 1081 ?).
      - Renard II († apr. 1096), comte de Joigny. (Renard II et Geoffroi III sont généralement donnés comme deux frères, fils de Geoffroi II ; mais il arrive que Geoffroi Ier-II soit donné sans postérité : on trouve alors Geoffroi II-III fils de Renard Ier de Joigny, voire Renard II fils de Geoffroi III)
x (Vaindemonde ?)[N 3] de Courtenay, seule enfant connue de Joscelin de Courtenay[N 4] et de sa première femme Isabelle de Montlhéry[6]. Les Courtenay seraient des Fromonides, issus de Renard Ier de Sens.
        - Gui[N 4], comte de Joigny (1145/1150). Il fait une croisade avec Louis VII de France en 1147. Il se fait enterrer dans le prieuré de Joigny qu'il a fait bâtir.
        - Renard III[N 4] (+ 1150 ?)[7].
x 1) ou 2) Wandalmode de Beaujeu, fille de Humbert [II] seigneur de Beaujeu et de sa femme Auxilia[8].
x 1) ou 2) Alix/Adèle de Blois, fille d'Étienne II de Blois-Champagne comte de Blois et de sa femme Adèle d'Angleterre (elle-même fille de Guillaume le Conquérant)[9]. (Certains auteurs[Qui ?] donnent Alix pour femme de Guy ?).
          - ? Elisabeth/Alix ? Une Alix, qui épouse vers 1130 Ithier III de Toucy, est souvent présentée comme la fille de Renard III.

    - (1) Renard Ier, comte de Joigny. Oncle ou peut-être père de Geoffroi II-III (le possible fondateur de 1080, lui-même frère voire père de Renard II ?)
x (séparés vers 1040/42) Aélis/Adèle comtesse de Bar-sur-Aube, fille de Nocher III, remariée à Raoul IV de Valois-Vexin-Amiens.
    - (1) Gilduin († après 1049), archevêque de Sens, déposé pour simonie[5].

- Renaud/Renard IV († 1164/1172 ou 1179), comte de Joigny[10], fils de Renard III (ou fils de Guy qu'il accompagne en croisade ?). En tout cas, probable fils d'Adèle de Blois. 
x Adélaïde/Aélis/Adèle/Alix de Nevers dame de Lacour et de Coulanges-la-Vineuse, fille de Guillaume III et d'Ide de Carinthie[11].
  - Guillaume Ier († 15 février 1220), comte de Joigny[12]. Il part en croisade en 1190 avec Philippe II de France ; il fonde en 1209 le prieuré de l'Enfourchure. Il est enterré à l'abbaye de Dilo.
x 1) (~1178, divorcé 1186) Alix de Courtenay (~1160/1165-12 février 1218)[13] fille de Pierre de France premier seigneur capétien de Courtenay et de sa femme Elisabeth de Courtenay[14]. Elle se remarie vers 1186 avec Aymar Taillefer, comte d'Angoulême[12].
x 2) Béatrix († 11 mai, 1226 ou apr.). Selon La Thaumassière, Béatrix est la fille de Guillaume Ier comte de Sancerre mais il ne cite aucune source[12].
    - (1) Pierre Ier († avr. 1222)[12].
x Elisabeth († av. 31 mars 1222).
    - (2) Guillaume II († avant avr. 1248)[15], fait remise du droit de mainmorte aux habitants en 1221 et confirme cette remise en totalité en 1238.
x Isabelle/Elisabeth de Noyers fille de Miles VI de Noyers. Un seul enfant connu :
      - Guillaume III († 1261 ou apr.), comte de Joigny[16]. Il tenta de revenir sur les chartes d'affranchissement.
x 1) Agnès de Broyes de Châteauvillain fille de Simon Ier le Jeune seigneur de Broyes et de sa femme Alix[17].
x 2) Isabelle de Mello. Elle fonde en 1301 la chartreuse de Val Profonde[N 5].
        - (1) Jean Ier († 1283). Il meurt au combat en Italie[16].
x Marie de Mercœur fille de Béraud VIII de Mercœur et de Béatrice de Bourbon-Dampierre.
          - Jean II Blondel[N 6] († 1324)[18]. Il confirme les franchises et les fait confirmer par Philippe le Bel[réf. souhaitée]. Inhumé en 1324 dans un des prieurés de Joigny.
x Agnès de Brienne fille d'Hugues comte de Brienne et de Lecce, régent d'Athènes, et de sa première femme  Isabelle d'Athènes[18].
            - comtesse Jeanne († 2 septembre 1336)[19], sans enfant, dernière de la lignée. Elle crée en 1330 l’hôpital de Tous-les-Saints où elle est enterrée le 21 novembre 1336.
x Charles de Valois-Alençon (1297-1346), frère du roi Philippe VI de France : voir plus bas.

          - Isabelle de Joigny († ~1295/1297)[20].
x Haakon Magnusson de Norvège.

        - Jeanne de Joigny (°av. 1257-† ?)[21].
x Guillaume d'Antigny de Ste-Croix (†8 octobre 1287)[21].
          - Simon de Sainte-Croix († 1338) : grand-cousin héritier de la comtesse Jeanne, dernier comte héréditaire de la première Maison de Joigny, il vend le comté à Charles de Valois-Alençon ci-dessus.

    - (2) Blanche, dame de Cézy († apr. oct. 1252)[22].
x 1) Guillaume Ier de Chauvigny fils d'André Ier de Chauvigny et baron de Châteauroux ; d'où postérité.
x 2) Guillaume II de Vierzon fils d'Hervé II ; d'où postérité.

  - Gaucher de Joigny († av. nov. 1237) seigneur de Château-Renard (fief transmis aux Courtenay par le mariage de sa fille Pétronille/Péronelle), sénéchal de Nevers[23],[N 7].
x 1) Adelais de Venisy († ~20 mars 1221 à nov. 1222), veuve d'André de Brienne-seigneur de Ramerupt, et fille d'Anseau de Traînel de Venisy et de sa femme Isabelle de Nangis (Capétienne, petite-fille du roi Philippe Ier).
x 2) (av. mai 1226) Amicie de Montfort fille de Simon IV de Montfort.
    - (2) Pétronille/Péronelle.
 x 1) Pierre de Courtenay-Champignelles (1218-1250), seigneur de Conches et Mehun.
x 2) Henri II de Sully : d'où postérité, cf. plus bas.
      - (1) Amicie de Courtenay.
x Robert II d'Artois.

  - Agnès († 1202 ou apr.), dame de Ramerupt (en partie, et par son mariage). 
x 1) Simon de Broyes († 1187 ou apr.) seigneur de Beaufort, fils cadet de Simon Ier de Broyes et oncle de Simon le Jeune ci-dessus.
x 2) Henri d'Arzillières
    - Félicité de Broyes, héritière de Simon et d'Agnès.
x Hugues II de Rethel. Elle transmet Beaufort aux comtes de Rethel par son mariage.

  - Hélisende († 26 fév., après 1226)[24].
x 1) Jean d'Arcis († 7 Jul 1189) seigneur d'Arcis, fils d' Anséric III, seigneur de Montréal et de sa femme Alaidis de Pleurre ; mort à Acre.
x 2) Milon IV du Puiset († 17 ou 18 août 1219), comte de Bar-sur-Seine, fils de Hugues [IV] du Puiset, comte de Bar-sur-Seine, et de sa femme Pétronille, comtesse de Bar-sur-Seine ; mort à Damiette.

## Moyen Âge tardif
- 1337 : Charles de Valois (Charles Ier comte de Joigny) († 26 août 1346, bataille de Crécy), veuf de Jeanne comtesse de Joigny ci-dessus († 1336). Comte de Joigny du chef de sa femme et héritier en partie de ses droits, il négocie avec Simon de Ste-Croix († 1338) l'acquisition du comté de Joigny ; mais il l'échange dès 1337/1338 avec Jean Ier de Noyers. En fait la transaction est faite par le père de Jean, l'influent maréchal Miles (IX ou VI), Grand-bouteiller de France, 1271-1350 ; Jean (1323-1362) n'est alors qu'un adolescent, fils de Miles et de Jeanne de Montfaucon-Montbéliard d'Antigny, arrière-petite-fille de Richard IV de Montfaucon-Montbéliard, fils cadet du comte Richard III
- Jean Ier de Noyers (†  mai 1362, bataille de Brignais ; il peut aussi être numéroté Jean III comte de Joigny), épouse Jeanne de Joinville fille du maréchal Anseau et petite-fille du chroniqueur (les Joinville sont traditionnellement considérés comme issus d'Alix de Sens, cf. au début ; la femme d'Anseau et mère de Jeanne était Laure, fille de Simon IV de Sarrebruck-Commercy)
- 1362 : Miles (Ier, X, XIII) de Noyers († 20 octobre 1376), petit-fils du maréchal Miles et fils de Jean Ier, épouse Marguerite de Melun-Tancarville fille du comte Jean II (dont la grand-mère paternelle Jeanne de Sully était fille de Péronelle de Joigny, l'épouse d'Henri II de Sully : voir ci-dessus) ; fait prisonnier à la bataille de Poitiers, les habitants paient sa rançon. Il confirme en 1368 les chartes d'affranchissement. Il est enterré à l’hôpital de Joigny.
- ~1376/1378 : Miles (II, XI, XIV) de Noyers, fils du précédent, épouse Marguerite fille de Bernard II comte de Ventadour et de Montpensier.
- ~1376/1378 : Jean III de Noyers († 28 janvier 1393, brûlé au bal des Ardents), fils du précédent, règne d'abord sous la tutelle de son grand-oncle Jean (II) frère puîné de Miles (Ier) de Noyers de Joigny.
- 1393 : Louis de Noyers (Louis Ier comte de Joigny), frère de Jean III de Noyers.
- 1409 : Marguerite de Noyers, sœur des précédents, apporte le comté en dot à Guy de La Trémoille, baron de Bourbon-Lancy et sire d'Uchon par sa mère Marie de Mello, cousin germain de Georges.
- Guy de La Trémoille (Guy Ier comte de Joigny), mari de Marguerite de Noyers.
- 1438 : Louis de La Trémoille (Louis II comte de Joigny), fils de Marguerite et Guy, mort sans enfant.
- 1464 : Charles de Chalon-Arlay (Charles II comte de Joigny) (1464-1485), fils de Jean de Chalon-Arlay (sire de Vitteaux, deuxième fils du prince d'Orange Jean III) et de Jeanne de La Trémouille-Uchon-Bourbon-Lancy, sœur de Louis de La Trémoille et fille de Marguerite de Noyers x Guy de La Trémoille ci-dessus.
- 1485 : Charlotte de Chalon, fille du précédent et de Jeanne de Ba(i)nquetin, épouse Adrien de Sainte-Maure-Montgauger, qui devient comte de Nesle et de Joigny (veuve, Charlotte se remaria en 1506 avec François, fils cadet de Jacques Ier de Tourzel d'Alègre).
- Jean de Sainte-Maure (Jean VI comte de Joigny), fils des précédents, épouse Anne d'Humières sœur de Jean II d'Humières.

## Temps modernes
- 1526 : Louis de Sainte-Maure (Louis III comte de Joigny), fils des précédents.
- 1572 : Charles de Sainte-Maure (Charles III comte de Joigny) († 1576 à l'âge de 6 ans ?), fils des précédents.
- 1576 : Jean de Laval-Loué (Jean VII comte de Joigny) († 20 septembre 1578, Paris), cousin germain du précédent par sa mère Louise de Sainte-Maure, fille et sœur des comtes Jean et Louis ci-dessus et femme de Gilles II de Laval-Loué.
- 1578 : Guy de Laval-Loué († 14 mars 1590, bataille d'Ivry), fils du précédent. Contre l'avis des habitants il prend le parti de la Ligue catholique.
- 1590 : Gabrielle et Anne de Laval-Loué, sœurs de Jean et tantes du précédent (or le fils d'Anne de Laval, René de Chandieu/de Chandio est tué lors d'un duel : cette branche s'éteint donc).
- 15 décembre 1603 : Pierre de Gondi (Pierre II comte de Joigny) (1533-1616), évêque de Paris. Il achète le comté de Joigny à Gabrielle de Laval et à son fils René Aux-Épaules dit de Laval (~1575-1650), fils du mari de Gabrielle, François Aux-Épaules ; s'ils cèdent Joigny, les Laval-Aux-Épaules gardent le marquisat de Nesle, et leur postérité est remarquable). Pierre de Gondi fonde le couvent des capucins du faubourg Saint-Jacques.
- 1611 : Philippe-Emmanuel de Gondi (1580-1662), neveu du précédent : il entre au service des rois Henri IV et Louis XIII comme général des galères.
- 1626 : Pierre de Gondi (Pierre III comte de Joigny) (1602-1676), fils du précédent, troisième duc de Retz du chef de sa femme et cousine Catherine de Gondi.
- Paule-Marguerite-Françoise de Gondi (1676-21 janvier 1716) : fille du précédent, quatrième duchesse de Retz. Elle épouse François-Emmanuel de Bonne de Créqui († 1681 ou 1685), 4e duc de Lesdiguières. Paule-Marguerite, sans héritier direct, abandonne ses droits à son arrière-cousin Louis-Nicolas de Neufville de Villeroy.
- 1716 : Louis-Nicolas de Neufville de Villeroy (1663-22 avril 1734), 5e duc de Retz et 3e duc de Villeroy, pair de France, fils du maréchal François et de Marie-Marguerite de Cossé-Brissac, elle-même fille de Louis de Cossé-Brissac troisième duc de Brissac et de Marguerite-Françoise de Gondi qui était fille d'Henri de Gondi (1590-1659, deuxième duc de Retz), et par là cousine issue de germain de Paule-Marguerite ; mais par un autre chemin, la parenté était plus resserrée : par sa mère Catherine de Gondi, Paule-Marguerite était aussi la cousine germaine de Marie-Marguerite de Cossé-Brissac, la mère de Louis-Nicolas ; d'autre part, le père de Louis-Nicolas, le maréchal François, était par sa mère Madeleine de Créquy le cousin germain de François-Emmanuel de Créquy-Lesdiguières, le mari de Paule-Marguerite... ; postérité de l'union entre Louis-Nicolas et Marguerite Le Tellier de Louvois, fille du ministre : leur fils aîné le duc Louis-François-Anne de Neufville de Villeroy (1695-1766), puis leur petit-fils le duc Gabriel-Louis-François de Neufville de Villeroy (1731-guillotiné en avril 1794 ; neveu de Louis-François-Anne) sont les derniers comtes de Joigny[N 8].